# Jadran Sterle
Jadran Sterle, slovenski režiser, prevajalec, novinar, scenarist in filozof, * 29. september 1949, Postojna, † 17. julij 2014, Unec.
Med svojo kariero je zavzemal ustvarjalno mesto v osrednjih kulturnih TV-oddajah, kot so bile Kulturne diagonale, Oči kritike in Forum, opravljal je tudi delo urednika v Kulturnih redakcijah TV Ljubljana. Ustvaril je mnogo odmevnih dokumentarnih filmov, med katerimi so najpomembnejši Neandertalčeva piščal, Najstarejše kolo na Krasu in Korenine slovenskega morja, bil pa je tudi prvi, ki je na sodoben način prikazal fašistično nasilje nad Primorci ter posegel v zgodovino Primorske, npr. v filmih Kras med obema vojnama in Šola pod fašizmom. Ob dokumentarnih filmih je ustvarjal še tedensko studijsko oddajo Zgodbe o knjigah, kjer je v približno 70 oddajah predstavil izključno slovenske avtorje humanističnih del s področja zgodovine, filozofije, etnologije, arheologije, umetnostne zgodovine idr.
Za filme o rodnem Krasu in Primorski mu je bila podeljena častna nagrada Srečka Kosovela v Sežani leta 2009) in naziv osebnost Primorske avgusta 2012. Za cikel filmov, ki se posvečajo zgodovini Slovencev od Rimljanov naprej, je prejel tudi nagrado mednarodnega filmskega festivala Primus.